# Distretto di Sinope
Il distretto di Sinop (in turco Sinop ilçesi) è uno dei distretti della provincia di Sinope, in Turchia.